# Bukhameh-ye Olya
 (juin 2018).
Bukhameh-ye Olya (en persan : بوخامه عليا romanisé en Būkhāmeh-ye ‘Olyā et également connu sous le nom de Būkhāmeh-ye Bālā) est un village de la province du Khouzistan en Iran. Lors du recensement de 2006, son existence a été indiquée, mais sa population n'a pas été signalée.